# Wooli
Wooli fou un regne nadiu de Gàmbia.
Per un tractat de 13 d'abril de 1829, el rei va cedir (a canvi de 200 dòlars) la població de Fattatenda i 100 acres de terra a l'entorn en les tres direccions, en ple domini, a la Gran Bretanya i va acceptar la protecció britànica sobre el regne.